# Крессель, Дени
Дени́ Крессе́ль (в русскоязычных источниках также Денис Крессель, фр. Denis Creissels) — французский лингвист, специалист по типологии, африканским языкам, андийским языкам. Профессор-эмерит Лионского университета.

## Биография
Родился в коммуне Крессель департамента Аверон на юге Франции. Учился в лицее округа Мийо, где в 1960 году получил диплом бакалавра по математике. Продолжал изучение математике в Университете Монпелье, затем в Университете Гренобля. В 1964 году получил диплом по математике и работал ассистентом в Университете Гренобля, где параллельно изучал русский язык. В 1968 году стал профессором математики в округе Дром.
Военную службу проходил в качестве преподавателя русского языка в Военно-воздушной школе в Салон-де-Прованс в 1969—1970 годах. После этого учился в лингвистической магистратуре Университета Гренобль-3, где в 1973 году защитил докторскую диссертацию под руководством Бернара Потье (фр. Essai de typologie des rapports entre structure syntaxique et chaîne de morphèmes). В 1979 году прошёл хабилитацию (фр. Les constructions dites “possessives”, étude de linguistique générale et de typologie linguistique). В 1981 году стал профессором лингвистики в Университете Гренобль-3.
В 1996 году перешёл в Университет Лион-2, где работал до выхода на пенсию в 2008 году, после чего стал профессором-эмеритом. В 2004 году Институт Франции присудил Кресселю Премию Антуана Мейе за вклад в науку.

## Вклад в науку
Работы Дени Кресселя посвящены проблемам теоретической лингвистики и лингвистической типологии (в том числе общему синтаксису), языкам Африки, а также языкам Кавказа. Его первой небольшой монографией стал обзор языков СССР (1977).
В области описательной лингвистики наиболее фундаментальные труды созданы Кресселем по африканским языкам семей манде (разновидности языка мандинка), ква (язык бауле), банту (язык тсвана), атлантическим языкам (язык баланта). Кроме того, он является автором многочисленных трудов по фонологии и тонам языков Африки, системам грамматических классов, вопросам синтаксиса (в том числе посессивной конструкции).
С начала 2000-х годов Крессель проводил полевую работу с североахвахским языком, в том числе в селении Ахахдере в Загатальском районе Азербайджана, а также в Дагестане. Результатом стала серия публикаций по различным аспектам грамматики ахвахского языка, в том числе образованию и семантике глагольных форм, системе классно-числового согласования, развитию личного согласования, валентностным классам глаголов и пр.
К наиболее важным работам Кресселя в области теоретической лингвистики и типологии относится учебник «Общий синтаксис: типологическое введение», первый вариант которого вышел в 1995 году, а расширенный (в двух томах) — в 2006 году, а также фундаментальная монография по транзитивности, аргументной структуре и залогу, опубликованная в 2024 году.

## Основные публикации
- 2024 — Denis Creissels. Transitivity, valency, and voice. Oxford: Oxford University Press. — 848 p.
- 2017 — Denis Creissels, Cornelia Giesing. Les mémoires de Maalang Galisa sur le royaume confédéré du Kaabu, un récit en langue mandinka de la Guinée-Bissau. Brill. — 303 p.
- 2016 — Denis Creissels, Séckou Biaye. Le balant ganja : phonologie, morphosyntaxe, liste lexicale, textes. Dakar : IFAN CH.A.DIOP. — 366 p.
- 2013 — Denis Creissels, Pierre Sambou. Le mandinka : phonologie, grammaire, textes. Paris : Karthala. — 639 p.
- 2009 — Denis Creissels. Le malinké de Kita. Cologne : Rüdiger Köppe. — 247 p.
- 2006 — Denis Creissels. Syntaxe générale, une introduction typologique. 2 vol. Paris : Hermès. — 412 p. & 334 p.
- 1997 — A.M. Chebanne, Denis Creissels, H.W. Nkhwa. Tonal morphology of the Setswana verb. Munich : LINCOM Europa. — 227 p.
- 1995 — Denis Creissels. Eléments de syntaxe générale. Presses Universitaires de France. — 332 p.
- 1994 — Denis Creissels. Aperçu sur les structures phonologiques des langues négro-africaines, 2ème édition entièrement revue et complétée. Grenoble : Editions Littéraires et Linguistiques de l’Université de Grenoble. — 320 p.
- 1991 — Denis Creissels. Description des langues négro-africaines et théorie syntaxique. Grenoble : Editions Littéraires et Linguistiques de l’Université de Grenoble. — 466 p.
- 1989 — Denis Creissels. Aperçu sur les structures phonologiques des langues négro-africaines. Grenoble : Editions Littéraires et Linguistiques de l’Université de Grenoble. — 288 p.
- 1983 — Denis Creissels. Eléments de grammaire de la langue mandinka. Grenoble : Publications de l’Université des Langues et Lettres de Grenoble. — 223 p.
- 1979 — Denis Creissels, N. Kouadio. Les tons du baoulé (parler de la région de Toumodi). Abidjan : Institut de Linguistique Appliquée. — 123 p.
- 1979 — Denis Creissels. Unités et catégories grammaticales. Grenoble : Publications de l’Université des Langues et Lettres de Grenoble. — 209 p.
- 1977 — Denis Creissels, N. Kouadio. Description phonologique et grammaticale d’un parler baoulé. Abidjan : Institut de Linguistique Appliquée. — 642 p.
- 1977 — Denis Creissels. Les langues d’URSS, aspects linguistiques et sociolinguistiques. Paris : Institut d’Etudes Slaves. — 91 p.